# CLAYMORE INTIMATE PERSONA 〜キャラクターソング集〜
『CLAYMORE INTIMATE PERSONA 〜キャラクターソング集〜』（クレイモア・インティメット・ペルソナ・キャラクターソングしゅう）は、テレビアニメ『CLAYMORE』のキャラクターソング・アルバムである。2007年9月27日にバップより発売された。
収録されているのは、主人公クレアを含む10人のクレイモア戦士をモチーフにしたイメージソングで、各キャラクター担当の声優が歌唱。劇中では未使用。
ディスクジャケットには、キャラクターデザイン担当の梅原隆弘による描き下ろしジャケットイラストを使用。
また、初回特典として、ジャケットイラスト・ステッカーが同梱された。

## 曲目リスト
1. 記憶 [4:48]
歌：クレア（桑島法子）
作詞：戸塚慎 / 作曲：dAicE / 編曲：斉藤悠弥
2. 変貌 [4:41]
歌：プリシラ（久川綾）
作詞：戸塚慎 / 作曲：宅見将典 / 編曲：橋本由香利
3. 反逆 [5:02]
歌：ガラテア（折笠愛）
作詞：戸塚慎 / 作曲：dAicE / 編曲：斉藤悠弥
4. 覚醒 [4:07]
歌：デネヴ（武田華）
作詞：斉藤恵 / 作曲：dAicE / 編曲：斉藤悠弥
5. 憎悪 [3:45]
歌：オフィーリア（篠原恵美）
作詞：斉藤恵 / 作曲：dAicE / 編曲：斉藤悠弥
6. 疾風 [3:40]
歌：イレーネ（高山みなみ）
作詞：戸塚慎 / 作曲・編曲：宅見将典
7. 永遠 [5:15]
歌：ソフィア（豊口めぐみ）
作詞：斉藤恵 / 作曲：dAicE / 編曲：斉藤悠弥
8. 転生 [4:32]
歌：テレサ（朴璐美）
作詞：斉藤恵 / 作曲・編曲：飯田未知瑠
9. 慟哭 [4:47]
歌：ヘレン（長沢美樹）
作詞：斉藤恵 / 作曲：dAicE / 編曲：斉藤悠弥
10. 幻影 [4:19]
歌：ミリア（井上喜久子）
作詞：斉藤恵 / 作曲・編曲：飯田未知瑠